# Área metropolitana de Cartagena de Indias
El Área metropolitana de Cartagena de Indias es una conurbación colombiana de facto; integrada por su municipio principal Cartagena, y por los municipios periféricos a esta: Arjona, Clemencia, Santa Rosa, Turbaco, Santa Catalina y  Turbaná, pertenecientes todos al departamento de Bolívar, los cuales constituyen la mayor parte del Zodes Norte. Su núcleo político y económico también es la ciudad de Cartagena.

## Integración del área metropolitana
Si bien el área aún no está configurada legalmente, se planteó un proyecto de ley para su conformación. Sin embargo no ha sido aprobado por la Cámara de Representantes y se reporta como proyecto retirado. Así, se propuso que esta estuviera conformada por los siguientes municipios:
| Bandera | Nombre              | Altitud (m s. n. m.) | Temperatura promedio (°C) | Área (km²) | Habitantes | Año de fundación | Habitantes cabecera municipal |
| ------- | ------------------- | -------------------- | ------------------------- | ---------- | ---------- | ---------------- | ----------------------------- |
|         | Cartagena de Indias | 2                    | 30                        | 709        | 1 013 454  | 1533             | 971 700                       |
|         | Clemencia           | 68                   | 30                        | 95         | 12 653     | 1994             | 10 653                        |
|         | Santa Catalina      | 20                   | 33                        | 153        | 13 298     | 1509             | 4 798                         |
|         | Santa Rosa          | 43                   | 32                        | 151        | 23 105     | 1735             | 14 850                        |
|         | Turbaco             | 100                  | 30                        | 204        | 73 179     | 1510             | 67 926                        |
|         | Turbaná             | 80                   | 34                        | 148        | 15 031     | 1894             | 13 945                        |